# Campeonato Europeu de Ginástica Artística de 1967
O Campeonato Europeu de Ginástica Artística de 1967 teve suas competições femininas realizadas em Amsterdã, Países Baixos, e as masculinas em Tampere, Finlândia.

## Eventos
- Individual geral masculino
- Solo masculino
- Barra fixa
- Barras paralelas
- Cavalo com alças
- Argolas
- Salto sobre a mesa masculino
- Individual geral feminino
- Trave
- Solo feminino
- Barras assimétricas
- Salto sobre a mesa feminino

## Medalhistas
| Evento              | Ouro                                     | Prata                            | Bronze                                   |
| Masculino           |                                          |                                  |                                          |
| Individual geral    | URS Mikhail Voronin                      | URS Victor Lisitskiy             | ITA Franco Menichelli                    |
| Solo                | FIN Lasse Laine                          | ITA Franco Menichelli            | POL Mikolaj Kubica                       |
| Cavalo com alças    | URS Mikhail Voronin                      | YUG Miroslav Cerar               | FRG Gerhard Dietrich                     |
| Argolas             | URS Viktor Lisitskiy URS Mikhail Voronin | nenhum                           | POL Mikolaj Kubica                       |
| Salto sobre a mesa  | URS Viktor Lisitskiy                     | BUL Georgi Adamov                | FRG Gerhard Dietrich                     |
| Barras paralelas    | URS Mikhail Voronin                      | ITA Franco Menichelli            | ITA Giovanni Carmucci                    |
| Barra fixa          | URS Viktor Lisitskiy                     | URS Mikhail Voronin              | YUG Miroslav Cerar ITA Franco Menichelli |
| Feminino            |                                          |                                  |                                          |
| Individual geral    | TCH Vera Caslavska (38.965)              | URS Zinaida Druzhinina (38.533)  | TCH Mariana Krajcirova (38.199)          |
| Salto sobre a mesa  | TCH Vera Caslavska (19,733)              | GDR Erika Zuchold (19,533)       | GDR Karin Janz (19,333)                  |
| Barras assimétricas | TCH Vera Caslavska (19,199)              | GDR Karin Janz (19,166)          | TCH Mariana Krajcirova (19,066)          |
| Trave               | TCH Vera Caslavska (19,833)              | URS Natalia Kuchinskaya (19,666) | URS Zinaida Druzhinina (19,499)          |
| Solo                | TCH Vera Caslavska (19,866)              | URS Natalia Kuchinskaya (19,733) | URS Zinaida Druzhinina (19,666)          |

## Quadro de medalhas
| Ordem | País               | Medalha de ouro | Medalha de prata | Medalha de bronze |    |
| ----- | ------------------ | --------------- | ---------------- | ----------------- | -- |
| 1     | União Soviética    | 7               | 5                | 2                 | 14 |
| 2     | Checoslováquia     | 5               |                  | 2                 | 7  |
| 3     | Finlândia          | 1               |                  |                   | 1  |
| 4     | Itália             |                 | 2                | 3                 | 5  |
| 5     | Alemanha Oriental  |                 | 2                | 1                 | 3  |
| 6     | Iugoslávia         |                 | 1                | 1                 | 2  |
| 7     | Bulgária           |                 | 1                |                   | 1  |
| 8     | Alemanha Ocidental |                 |                  | 2                 | 2  |
| 8     | Polónia            |                 |                  | 2                 | 2  |
| TOTAL | TOTAL              | 13              | 11               | 13                | 37 |